# Chinati Foundation

Hauptgebäude, 2014

Die Chinati Foundation ist ein Künstlermuseum in Marfa, Texas, das vornehmlich dem Werk seines Gründers, des nordamerikanischen Minimalisten Donald Judd, gewidmet ist. Gegründet hat Judd diese 1987 mit Hilfe der New Yorker Dia Art Foundation als eine private Stiftung auf dem heute öffentlich zugänglichen Gelände eines ehemaligen Militärforts. Sie umfasst ein Areal von 140 Hektar mit mehr als 30 Baracken der früheren Munitionsdepots und Flugzeughangars. 
Die Initiative geht zurück auf eine Kooperation zwischen Judd und der Mitbegründerin der Dia Art Foundation, Philippa de Ménil, die Tochter von John und Dominique de Ménil, die im Jahr 1940 nach der Besetzung Frankreichs von Paris nach Houston emigrieren mussten. Im Jahr 1973, nachdem Judd von New York nach Marfa gezogen war, realisierte er seine Vorstellungen von Architektur und Kunst in einer einzigartigen Landschaft, mitten in der Wüste, umgeben von den Chinati-Bergen. Seiner Intention folgend, stellt das Museum dauerhaft, neben den Werken seines Gründers, großräumige Installationen einer begrenzten Zahl von Künstlern aus. Zu diesen gehören: John Chamberlain, Dan Flavin, Richard Long, Claes Oldenburg, David Rabinowitch und John Wesley.
Das spezielle Artists-in-Residence Programm ermöglicht Künstlern aus der ganzen Welt die Möglichkeit, ihr Werk in einer großzügigen und stimulierenden Umgebung weiterzuentwickeln und auszustellen.
Direktorin des Museums war nach Judds Tod im Jahr 1994 bis 2010 seine deutsche Lebensgefährtin, Marianne Stockebrand. 2011 übernahm der ehemalige Direktor der Kunsthalle Bielefeld, Thomas Kellein die Leitung. Kellein trat jedoch nach nur 15-monatiger Amtszeit im Mai 2012 zurück. Seit 2014 amtiert Jenny Moore als Leiterin der Chinati Foundation.